# 巴尔莱本
巴尔莱本是德国萨克森-安哈尔特州的一个市镇。总面积29.74平方公里，总人口9131人，其中男性4541人，女性4590人（2011年12月31日），人口密度307人/平方公里。